# Concòrdia de Segòvia

La Concòrdia de Segòvia determinà la simbologia unificada de les Cases Reials d'Aragó i de Castella

La Concòrdia de Segovia, o Acuerdo de Gobernación del Reino, és el tractat que dona naixement a la Monarquia Catòlica i pel qual s'unien dinàsticament la Corona de Castella i la Corona d'Aragó. Fou firmat el 15 de gener de 1475 per Ferran II d'Aragó i Isabel I de Castella a la ciutat de Segòvia.
La concòrdia delimitava les competències dels dos reis respecte del govern de la monarquia després que ambdós s'haguessin casat a Valladolid el 19 d'octubre de 1469. Per la dita concòrdia o sentència arbitral es reiteraven els drets d'Isabel com a reina i propietària de Castella, encara que es concedien amplis poders a Ferran d'Aragó que l'equiparaven a la seva esposa quant a poder sobre Castella. També s'estipulava que els documents serien redactats en nom del Rei i de la Reina, per aquest ordre. En nom del Rei Ferran II d'Aragó havia d'apareixer per davant del d'Isabel de Castella, però les armes de Castella apareixerien per davant de les d'Aragó. Els impostos de la Corona de Castella només es podien destinar a Castella, i només el saldo restant es destinaria a finançar els costos comuns de la Monarquia Catòlica. Al seu torn, a la Corona d'Aragó s'actuaria de la mateixa manera. Respecte dels càrrecs públics a la Corona de Castella, la reina de Castella es reservava la seva provisió. El beneficis eclesiàstics de la Corona de Castella es destinarien de comú acord, per en cas de conflicte prevaldria el criteri de la reina de Castella. Respecte dels assumptes administratius i judicials es regularien de comú acord quan els reis estiguessin junts i en cas contrari per separat.
Respecte dels símbols de poder, els reis quedaven associats en igualtat, de manera que els documents havien d'estar redactats en nom dels dos sobirans, el segell havia de ser un de sol amb les armes de les dues Corones i de la mateixa manera en les monedes hi havia d'aparèixer l'efígie del Rei d'Aragó i de la Reina de Castella.